# Dreamland (album, Robert Plant)
Dreamland je sedmé sólové studiové album anglického zpěváka Roberta Planta. Vydáno bylo v červenci 2002 a spolu s Plantem jej produkoval Phill Brown. Vedle autorských písní se na albu nachází také několik coververzí. Album bylo ve dvou kategoriích nominováno na cenu Grammy. V hitparádě Billboard 200 album dosáhlo čtyřicáté příčky.

## Seznam skladeb
1. „Funny in My Mind (I Believe I'm Fixin' to Die)“ – 4:44
2. „Morning Dew“ – 4:24
3. „One More Cup of Coffee“ – 4:01
4. „Last Time I Saw Her“ – 4:39
5. „Song to the Siren“ – 5:52
6. „Win My Train Fare Home (If I Ever Get Lucky)“ – 6:01
7. „Darkness, Darkness“ – 7:08
8. „Red Dress“ – 5:21
9. „Hey Joe“ – 7:02
10. „Skip's Song“ – 4:45
11. „Dirt in a Hole“ – 4:46

## Obsazení
- Robert Plant – zpěv
- John Baggott – klávesy, aranžmá smyčců
- Porl Thompson – kytara
- Justin Adams – kytara, gimbri, darbuka
- Charlie Jones – baskytara
- Clive Deamer – bicí, perkuse
- B. J. Cole – pedálová steel kytara
- Raj Das – doprovodné vokály
- May Clee Cadman – doprovodné vokály
- Ginny Clee – doprovodné vokály